# Джорно, Идан
Ида́н Джо́рно (ивр. עידן טוקלומטי ג'ורנו‎; 9 августа 2004, Нетания) — израильский футболист, нападающий клуба «Шарлотт» и сборной Израиля.

## Клубная карьера
Идан Джорно родился в 2004 году в городе Нетания в семье бенинского футболиста Тони Токломети и израильской журналистки Ирис Джорно. В профессиональном футболе дебютировал в 2022 году выступлениями за команду «Маккаби» (Петах-Тиква), в которой играл до 2024 года, приняв участие в 63 матчах чемпионата. С 2024 года футболист играет в клубе МЛС «Шарлотт».

## Карьера в сборной
В 2021 году Идан Джорно дебютировал в составе юношеской сборной Израиля, всего на юношеском уровне принял участие в 17 играх.
С 2022 года Джорно играет в составе молодёжной сборной Израиля. В составе сборной футболист принимал участие на молодёжном чемпионате Европы 2023, на котором израильская молодёжка дошла до полуфинала. На молодёжном уровне Джорно сыграл в 13 официальных матчах. На молодежном уровне сыграл в 13 официальных матчах, забил 1 гол. В 2024 году футболист был включен в заявку олимпийской сборной Израиля для участия в футбольном турнире на летних Олимпийских играх в Париже.
В 2023 году Идан Джорно дебютировал в составе сборной Израиля.